# Долгоруков, Юрий Владимирович (1664)
О князе, авторе мемуаров см. Долгоруков, Юрий Владимирович (1740—1830)
О великом князе киевском, основателе Москвы см. Юрий Владимирович Долгорукий (1098—1157)
Юрий Владимирович Долгоруков (1664 — 9 октября 1707) — полковник, князь Долгорукий, убит казаками Кондратия Булавина.

## Биография
Старший сын боярина князя Владимира Дмитриевича Долгорукова, брат генерал-фельдмаршала Василия Владимировича Долгорукова.
Юрий Владимирович служил при дворе стольником, затем в чине майора в Преображенском полку.
В чине полковника Долгоруков во главе небольшого отряда прибыл в 1707 году на Дон, имея поручение поимки беглых крепостных. Московский отряд Долгорукова сопровождали пять казаков, знавших дорогу. Казаки сочли поимку беглых крепостных «за Доном» нарушением старого обычая и потому противоправным. К тому же они были недовольны произвольными поборами и другими действиями князя, считая его приказания несправедливыми и чересчур суровыми. В результате казаки во главе с Кондратием Булавиным подняли мятеж, устроили засаду у реки Айдара, перебили весь отряд Долгорукова и убили самого князя.
В апреле 1708 года против войск, собранных на подавление мятежников, поставлен брат убитого князя — Василий Владимирович Долгоруков, который беспощадно подавил мятеж и отомстил за смерть брата.
Женат на Аграфене Михайловне Татищевой